# Sporting Club de Bastia 2000-2001
Questa voce raccoglie le informazioni riguardanti lo Sporting Club de Bastia nelle competizioni ufficiali della stagione 2000-2001.

## Maglie e sponsor
Gli sponsor tecnici per la stagione 2000-2001 sono Uhlsport per il campionato e Adidas per la Coppa di Francia. Gli sponsor ufficiali sono Nouvelles Frontières, Teddy Smith e Vendasi per il campionato, Carte Aurore per gli incontri di coppa nazionale.
| Casa (campionato) | Trasferta (campionato) | Coppa di Francia |  |

## Statistiche

### Andamento in campionato
| Giornata  | 1 | 2 | 3 | 4 | 5 | 6 | 7 | 8 | 9 | 10 | 11 | 12 | 13 | 14 | 15 | 16 | 17 | 18 | 19 | 20 | 21 | 22 | 23 | 24 | 25 | 26 | 27 | 28 | 29 | 30 | 31 | 32 | 33 | 34 |
| --------- | - | - | - | - | - | - | - | - | - | -- | -- | -- | -- | -- | -- | -- | -- | -- | -- | -- | -- | -- | -- | -- | -- | -- | -- | -- | -- | -- | -- | -- | -- | -- |
| Luogo     | T | C | T | C | T | C | T | C | T | C  | C  | T  | C  | T  | C  | T  | C  | T  | C  | T  | C  | T  | C  | T  | C  | T  | T  | C  | T  | C  | T  | C  | T  | C  |
| Risultato | V | V | P | V | P | V | V | P | N | V  | P  | N  | N  | P  | V  | P  | V  | N  | V  | P  | N  | P  | V  | V  | P  | P  | P  | N  | P  | P  | P  | V  | P  | V  |
| Posizione | 4 | 2 | 5 | 2 | 5 | 2 | 1 | 1 | 2 | 1  | 2  | 2  | 4  | 8  | 4  | 7  | 6  | 5  | 4  | 6  | 5  | 8  | 7  | 5  | 6  | 7  | 8  | 10 | 10 | 11 | 11 | 9  | 10 | 8  |

Fonte:  France » Ligue 1 2000/2001 » Schedule, su worldfootball.net.
Legenda:

Luogo: C = Casa; T = Trasferta. Risultato: V = Vittoria; N = Pareggio; P = Sconfitta.